# いとしのルネ
「いとしのルネ」（Walk Away Renée）は、アメリカ合衆国のバンドであるレフト・バンクが1966年にヒットさせた曲で、シングルは1966年7月にスマッシュ・レコード (Smash Records) から（アクサンテギュを欠いた）「Walk Away Renee」としてリリースされた。この曲は、このバンドでキーボードを弾いていた、当時16歳のマイケル・ブラウン (Michael Brown)、本名マイケル・ルコフスキー (Michael Lookofsky) が、トニー・サンソン (Tony Sansone)、ボブ・カリーリ (Bob Calilli) と共作したものである。この曲は、モータウンのグループであったフォー・トップスによって、1968年に再びチャートに上るヒットとなった。
日本語における曲名の表記には揺れがあり、カバー・バージョンの曲名表記などでは「愛しのルネ」、「ウォーク・アウェイ・ルネ」、「ウォーク・アウェイ・レニー」といった曲名で言及されることがある。

## 概要
この曲の半ばのインストゥルメンタル演奏によるブリッジでは、フルートのソロが聴かれる。マイケル・ブラウンは、フルートのソロを入れるというアイデアを、1965年11月に録音され、1966年はじめから盛んに放送でかけられるヒットになっていた、ママス&パパスの「夢のカリフォルニア」から取り入れた。編曲には、大々的に弦楽オーケストラが盛り込まれ、印象的なハープシコード（チェンバロ）や、クロマチックに下降していくベースなどの特徴から、このバンドのサウンドは批評家たちによって「バロック・ポップ」とか、「バッハ＝ロック (Bach-Rock)」、「バロックンロール (Baroque n Roll)」などと称されるようになった。
『ローリング・ストーン』誌は、「ローリング・ストーンの選ぶオールタイム・グレイテスト・ソング500」において第220位にこの曲を挙げている。発売後、この曲は13週間にわたってチャートに留まり、最高位は5位であった。この曲は、その後、様々なジャンルやスタイルの歌手たちによって録音され、ヒットすることもよくあった。（詳細は、#おもなカバー・バージョン節を参照）

## 実在のルネ
この曲は、当時レフト・バンクのベーシスト、トム・フィン (Tom Finn) のガールフレンドで、ブラウンも思いを寄せていたルネ・フラーデン＝カム (Renée Fladen-Kamm) についてブラウンが書いた多数の曲のひとつである。彼女はバンドと数週間にわたって行動を共にした、自由な精神をもった長身、金髪の人物であった。この曲は、ブラウンが彼女に会ってひと月経った時点で書かれたものである。「いとしのルネ」は、恋心にのぼせたブラウンが、この新たなミューズに出会った後に書いた一連のラブ・ソングのひとつであった。彼女について書かれた曲は、他にも、バンドにとって2曲目のヒットとなった「Pretty Ballerina」や、「She May Call You Up Tonight」などがある。その後、何十年にもわたって彼女の消息は伝わっていなかったが、2001年に、西海岸で、歌手、声楽教師、アーティストとして健在であることが明らかになった。
後にブラウンは、彼女に対する自分の報われることのなかった愛情について、「僕は一種の神話的な恋愛をしていたんだ、分かってもらえるかな、事実とか実際の行為とか根拠もないままにね。... でも、僕は誰よりも本物に近づくことができたんだ」と述べている。
フラーデン＝カムは、この曲のレコーディングに立ち会っており、彼女がいたことで、この曲は完成しないままに終わりかけた。インタビューの中でブラウンは、「演奏しようとしたけど僕の手は震えてたんだ、コントロール・ルームに彼女がいたんだから」、「彼女がいたんじゃ演奏はできなかったから、後でスタジオに戻ってやり直したんだ」と述べている。

## セッションの詳細
- ドラムス：アル・ロジャース (Al Rogers)
- ベース：ジョン・アボット (John Abbott)
- ギター：ジョージ・ハーシュ (George (Fluffer) Hirsh)
- ハープシコード：マイク・ブラウン (Mike Brown)
- ストリングス：ハリー・ルコフスキー&フレンズ (Harry Lookofsky & Friends)
- フルート：不詳（セッション・ミュージシャン）
- 編曲：ジョン・アボット
- リード・ボーカル：スティーヴ・マーティン・カロ (Steve Martin Caro)
- バッキング・ボーカル：ジョージ・キャメロン (George Cameron)、トム・フィン (Tom Finn)
- エンジニア：スティーヴ・ジェローム (Steve Jerome)
- スタジオ：World United NYC
- 録音時期：1966年はじめ
- プロデューサー：ハリー・ルコフスキー、スティーヴ・ジェローム、ビル・ジェローム (Bill Jerome)[15]

## おもなカバー・バージョン
フォー・トップスは、この曲を1967年のアルバム『Reach Out』で取り上げたが、このバージョンはこの曲のカバー・バージョンとして最も有名になったものとも言われることもあり、1968年には『ビルボード』誌の Billboard Hot 100 で14位まで上昇し、全英シングルチャートでも3位まで達した。
リッキー・リー・ジョーンズは、1983年のEPアルバム『Girl at Her Volcano』でカバーした。
1970年代に活躍した日本のアイドルデュオであるピンク・レディーは、1979年に世界各国で発売したシングル「Kiss In The Dark」のB面に、この曲を収録した。このバージョンは、日本語では「ウォーク・アウェイ・ルネ」と表記される。
リンダ・ロンシュタットとアン・サヴォイ (Ann Savoy) は、この曲を2006年に共作したアルバム『Adieu False Heart』に収めている。このバージョンについて『ニューヨーク・タイムズ』紙の批評家ジョン・ペアレス (Jon Pareles) は、「彼女たちが録音したレフト・バンクの1965年のヒット「いとしのルネ」は、歌詞に込められた痛みを、完全な安らぎに変えており、ロンシュタットを、元々彼女が登場した場であるポップ＝ロックの世界に、つかの間ながら再登場させるものになっている」と評した。